# 鸠河 (科罗拉多州)
鸠河（英語：Dove Creek）是美国科罗拉多州多洛雷斯郡下属的一座城市。建市于1939年6月15日，面积大约为0.538平方英里（1.394平方公里）。根据2010年美国人口普查，该市有人口735人。2011年估计该市有人口732人，相比2010年人口增长率为-0.41%。同时，论人口该市是科罗拉多州第166大城市。